# SFINX
SFINX er et dansk kulturhistorisk tidsskrift. Emnerne er især arkæologi, arkitektur, historie og billedkunst omkring Middelhavet. Fra tid til anden behandles også litteratur, religion og filosofi, og geografisk er også en række lokaliteter i Nærorienten og ved Sortehavet taget under tværfaglig behandling. 
Tidsskriftet, der blev grundlagt af en kreds af specialister ansat ved Aarhus Universitet og udkom første gang i 1977, udgives af Fonden Orbis Terrarum. Skribenterne er, ligesom redaktionen og Orbis Terrarum, typisk tilknyttet universiteterne, arkiver og museer. Tidsskriftet udkommer med 4 numre årligt, herunder et temanummer og et rejsenummer. Fonden udgiver også lejlighedsvist et magasin, i 2010 'Vin & Kultur', i 2012 'Haver og kultur', i 2014 'By & Kultur' samt bøger i form af monografier eller antologier om middelhavsområdets kultur på Forlaget Orbis. Traditionelt har tidsskriftet også en del læsere i Sverige og Norge. 
Abonnementstallet er godt 3.000 (2016).
Tidsskriftets titel hænger sammen med sfinxens magiske betydning i både den faraoniske og den græske civilisation. I renæssancen blev sfinxen, dette blandingsvæsen eller fabeldyr, opfattet som lærdommens symbol. Hver periode siden den ægyptiske oldtid har haft sin sfinx, og væsnet har talrige gange skiftet både udseende og betydning, alt efter hvor og hvornår. 

## Eksterne link
- Hjemmeside for SFINX